# هیو هنری رز، اولین بارون استراتنایرن
هیو هنری رز، اولین بارون استراتنایرن (انگلیسی: Hugh Rose, 1st Baron Strathnairn؛ ۶ آوریل ۱۸۰۱ – ۱۶ اکتبر ۱۸۸۵) فرد نظامی اهل پادشاهی متحد بریتانیای کبیر و ایرلند بود. وی همچنین برندهٔ جوایزی همچون نشان حمام شده‌است.